# Victoria Park (Australia)
Victoria Park è un sobborgo situato nell'area metropolitana di Perth, in Australia Occidentale; esso si trova a sud-est del centro cittadino ed è la sede della Città di Victoria Park. Al censimento del 2006 contava 7.174 abitanti.